# Boadella d'Empordà
Boadella i les Escaules là một đô thị trong comarca Alt Empordà, Girona, Catalonia, Tây Bna Nha.